# 迪廷根
迪廷根是德国巴登-符腾堡州的一个市镇。总面积42.26平方公里，总人口3951人，其中男性1940人，女性2011人（2011年12月31日），人口密度93人/平方公里。